# Yèvre-la-Ville

Yèvre-la-Ville este o comună în departamentul Loiret din centrul Franței. În 1 ianuarie 2022 avea o populație de 666 de locuitori.